# Тенис на Летњим олимпијским играма 1904.
Такмичења у тенису на 3. олимпијским играма 1904. у Сент Луису у САД. Учествовало је 27 такмичара из 2 замље: 26 из САД и 1 из Немачког царства.
Такмичење је одржано само у мушкој конкуренцији појединачно и у паровима. Поражени у полуфиналу нису играли за треће место него су додељене по две бронзане медаље.

## Освајачи медаља
| Дисциплина        | Злато                         | Сребро                         | Бронза                                                    |
| ----------------- | ----------------------------- | ------------------------------ | --------------------------------------------------------- |
| Мушки појединачно | Билс Рајт САД                 | Роберт Лирој САД               | Алфонсо Бел САД · Едгар Ленард САД                        |
| Мушки парови      | Билс Рајт · Едгар Леонард САД | Роберт Лирој · Алфонсо Бел САД | Кларенс Гембл · Артур Вар САД · Џозеф Вер · Алан Вест САД |

## Биланс медаља
|   | Држава     | Злато | Сребро | Бронза | Укупно |
| 1 | САД        | 2     | 2      | 4      | 8      |
|   | Укупно (1) | 2     | 2      | 4      | 8      |